# الغارة على خط السكة الحديدية من بئر السبع إلى عوجة الحفير

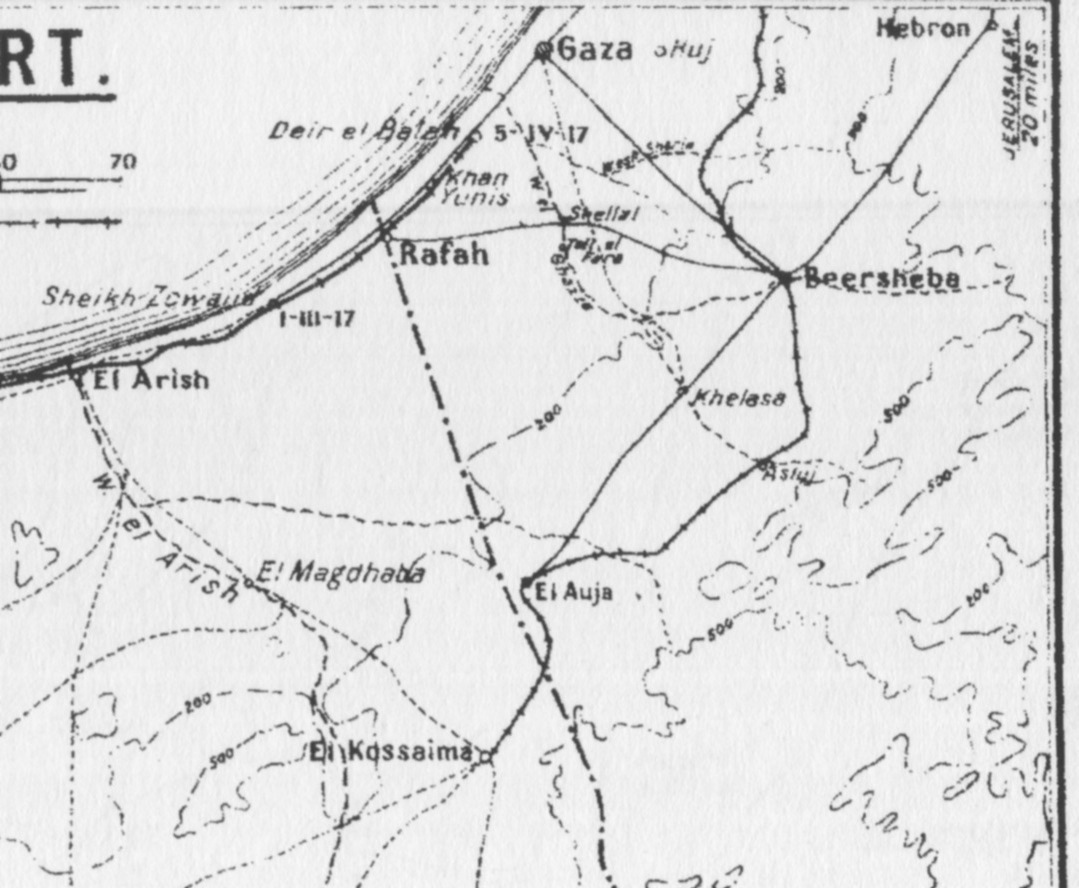
خريطة لحافة الصحراء الشرقية

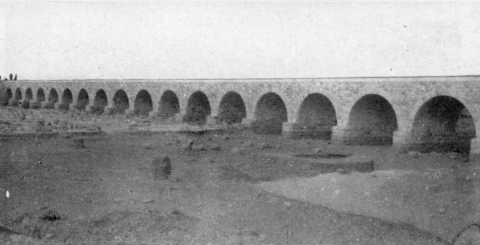
جسر من الحجارة المصقولة ذو ثمانية عشر قوساً في عسلوج

وقعت الغارة على خط السكة الحديدية من بئر السبع إلى عوجة الحفير في 23 مايو 1917 بعد معركة غزة الثانية وقبل معركة بئر السبع أثناء حالة الجمود في جنوب فلسطين ضمن حملة سيناء وفلسطين في الحرب العالمية الأولى.
تعرضت أجزاء كبيرة من خط السكة الحديدية العثماني، الذي كان يمتد جنوباً من بئر السبع إلى عوجة الحفير، للهجوم والتخريب على يد الفرق العاملة التابعة للمهندسين الملكيين من فرق الأنزاك والخيالة الإمبراطورية ولواء فيلق الجمال الإمبراطوري المعزز برجال من لواء الخيول الخفيفة الأول. حيث دمرت الجسور والسكك الحديدية بين أصلوج وقاعدة الصحراء العثمانية الرئيسية في حافر العوجة المعروفة أيضاً باسم عوجة الحفير في الجنوب. وبينما كانت قوة الهدم تتابع عملها، تظاهرت فرقة الخيالة الإمبراطورية ضد بئر السبع التي تغطيها فرقة الخيالة أنزاك على يمينهم.

## خلفية تاريخية
على الرغم من أن جسر السكة الحديدية في أبو رقيق شمال غرب بئر السبع تعرض للقصف جواً في 22 ديسمبر 1916 وبعدما أصابت القنابل هدفها، تبين أن الجسر الصلب والمبني بكفاءة غير قابل للتدمير من الجو.
هاجمت السريتان الثانية والسادسة عشر، ولواء الجِمال الإمبراطوري، ومفارز من القوات الميدانية وسيارتي إسعاف، خط السكة الحديد بين بئر السبع وعوجة الحفير أثناء الإغارة على الآبار الواقعة جنوب بئر السبع بين 7 و14 مايو 1917. خرج راكبو الجِمال من قوة دفاعات خطوط الاتصال عبر القسيمة وخربوا آباراً وجسراً حجرياً. كما هاجموا قطاراً بالقرب من عوجة الحفير وأسروا خمسة من عمال السكك الحديدية العثمانيين. وقال هؤلاء الأسرى إنهم تلقوا أوامر برفع القضبان جنوب عوجة الحفير لاستخدامها في «خط جديد [خط سكة حديد] من التينة لإمداد الجبهة في غزة»، تاركين السكة الحديد بين عوجة الحفير وبئر السبع دون مساس. كان الخط الجنوبي من عوجة الحفير قد وصل تقريباً إلى وادي العريش بحلول ديسمبر 1916.
مثل خط السكة الحديدية السليم جنوب بئر السبع إلى عوجة الحفير تهديداً مستمراً لخطوط الاتصال الطويلة للإمبراطورية البريطانية الممتدة من مصر عبر سيناء إلى 5 أميال (8.0 كم) جنوب غزة من العريش. شيد مايسنر، الذي شارك في بناء سكة حديد بغداد، خط السكة الحديدية هذا والذي يعبر العديد من الوديان على «جسور مقوسة جميلة من الحجر المصقول». يمكن استخدام هذه السكة الحديدية بسرعة كبيرة وفي أي وقت لنقل أعداد كبيرة من القوات العثمانية إلى عوجة الحفير التي ظلت متاحة للاستخدام كقاعدة. عثرت دورية أوائل شهر مايو على مباني حجرية متينة البناء وثكنات ومستشفى وخزان مياه كبير في عوجة الحفير، والتي أُجبر كريس فون كرسنشتاين على هجرها في يناير مع تقدم قوة التجريدة المصرية على طول الساحل إلى رفح. كان بإمكان العثمانيين توفير قوة مهاجمة كبيرة من قاعدتهم في عوجة الحفير، عن طريق السكك الحديدية وإيواءها على بعد أميال عديدة خلف الخط الأمامي لقوة التجريدة المصرية.

## مقدمة
أمر الفريق فيليب تشيتود قائد القوة الشرقية، بتدمير أجزاء كبيرة من هذا الخط.

### القوة الهجومية
نُظمت القوة المهاجمة في رتلين:
- الأول تحت قيادة إدوارد تشايتور، قائد فرقة الأنزاك الراكبة، ورافق المهندسون في السرب الميداني الأسترالي الأول (فرقة الأنزاك الراكبة) والسرب الميداني للفرقة الإمبراطورية الراكبة، اللواء الأول من الخيول الخفيفة، من شلال عبر الخلصة إلى عسلوج 12 ميلًا ( 19 كم) جنوب مدينة بئر السبع.[8][10][11]
- سارت فرقة اللواء الميدانية التابعة للواء الجمال الإمبراطوري برفقة لواءهم من رفح إلى عوجة الحفير.[8][12] وسار لواء الجمال على طول درب الحجر، وهو الطريق الوحيد الممكن لتحرك مجموعة كبيرة من القوات من رفح، على طول سهل بين ضفتي الكثبان الرملية. وقد واجه حراسهم ودورياتهم صعوبة كبيرة في عبور الكثبان الرملية أثناء سيرهم على طول المواقع الحدودية، التي تشير إلى الحدود بين شبه جزيرة سيناء المصرية وجنوب فلسطين العثماني.[13]

توجهت فرقة الخيالة الإمبراطورية بمظاهرة نحو الجنوب الغربي من بئر السبع أثناء حدوث الغارة، فيما وُجه قصف لقطع الأسلاك الشائكة المقامة على دفاعات غزة.

### المظاهرة جنوب غرب بئر السبع
تلقى اللواء الثالث من الخيول الخفيفة (فرقة الخيالة الإمبراطورية) أوامراً في 20 مايو، «باستدراج انتباه العدو في بئر السبع بغارة على خط السكة الحديدية». وأُلحقت بطارية مدفعية مدقة 60 [الإنجليزية] على الفرقة. سار اللواء مع سرب المدافع الرشاشة وبطارية نوتس ورتل الذخيرة وسيارات الإسعاف الميدانية من عبسان الكبيرة إلى القملي في 21 مايو وهم يحملون ستراتهم الصوفية وبطانيات الجنود تحت السروج وحصص إعاشة وعلف ليوم واحد على الخيول. وكان من المقرر إخفاء الإمدادات ليوم واحد «حسب نطاق التحرك» في القملي لاستلامها في طريق العودة. بينما كان من المقرر الحصول على المياه في القملي و«[تقرر]... الاستفادة الكاملة... من أي مياه يُعثر عليها أثناء العمليات». وتوجب على جميع الرتب التأكد من بقاء المياه التي يحملونها لـ«طوال اليوم»، على الرغم من أن صهاريج المياه الممتلئة رافقت الغارة.

### فرق التخريب
تدربت فرق التخريب الخاصة ضمن اللواء الأول من الخيول الخفيفة وألوية الجِمال الإمبراطورية لمساعدة المهندسين الملكيين. عُزز سلاح المهندسين في أسراب الأنزاك وفرق الخيالة الإمبراطورية، والقوات الميدانية الأسترالية الملحقة بلواء فيلق الجمال الإمبراطوري، بحوالي 100 رجل من فوج الخيالة الذين تلقوا تدريباً مكثفاً على نسف السكك الحديدية على مدار بضعة أيام.
تشكلت قوة التخريب لسرب الأنزاك على النحو التالي:
(أ) فريقان لنسف السكك الحديدية من ضابط واحد و53 رتبة أخرى مع 10 خيول وعربتي مدافع تحمل متفجرات.
(ب) فريق نسف لجسر واحد من ضابطين و70 رتبة أخرى مع أحصنة نقل وثلاث عربات مدافع تحمل متفجرات.

### التقدم نحو السكك الحديدية العثمانية
انطلق كلا الرتلين ليلة 22/23 مايو. انطلق رتل تشايتور في الساعة 19:00 يوم 22 مايو، حيث كان تشايتور يسافر في عربة مغطاة لاعتلال صحته. وأثناء سيرهم خلال الليل، هبت رياح الخماسين مليئة بالغبار والكهرباء من الجنوب على وجوههم، مما جعل القوات تواجه صعوبة في الرؤية والتنفس. «ما أن تربت على لبدة الحصان حتى تُخرج وابلاً من الشرر.»
غادر رتل تشايتور المؤلف من لواء الخيول الخفيفة الأول، وفوج الخيول الخفيفة السادس، وأسراب التخريب الميدانية التابعة لفرقتي الأنزاك والخيالة الإمبراطورية وعربة اتصالات تخص رتل الصحراء والتي كان من المقرر أن تمد سلك التلغراف إلى التل 820، المعسكر في تل الفارعة الساعة 15:00 يوم 22 مايو للوصول إلى عساني الساعة 18:00 حيث استراحوا لمدة ساعتين. (خلال النهار كان الاتصال بالمبرقة يمثل مشكلة ولكن سلك الاتصال مع رتل الصحراء عمل على نحو جيد.) غادرت فرقة الأنزاك الراكبة، دون رتل تشايتور، عساني إلى نقطة التجمع بالقرب من القملي في الساعة 19:30.
انقسمت فرق التخريب في عساني إلى مجموعات منفصلة وغادرت عساني مع أفواج الحماية المخصصة لها في الساعة 20:00 للسفر إلى خط السكة الحديدية من عسلوج إلى عوجة الحفير عبر مركز الشرطة في عسلوج.
وصلت فرقة الأنزاك الراكبة بالقرب من التل 820 في الساعة 02:00 لكنها لم تتمكن من تحديد موقعها. بدلاً من ذلك، أقامت الفرقة، دون لواء الخيول الخفيفة الأول وفريق التخريب، في التل 770 على بعد ميلين (3.2 كم) إلى الجنوب من التل 820. اكتُشف الخطأ لاحقاً لكن الفرقة بقيت عند التل 770 طوال اليوم.
اتخذ لواء بنادق الخيالة النيوزيلندي واللواء الثاني من الخيول الخفيفة موقعهما في الساعة 02:30 في مواجهة الشرق على الجانب الآخر من وادي غزة. كانت الخلصة محاصرة ومحمية بينما تحركت الفرقة بعيداً وبعد ذلك أخذ اللواء الثاني من الخيول الخفيفة خط عسلوج إلى جوز الشهيلي مع الاتصال باللواء الأول من الخيول الخفيفة على يمينه ولواء بنادق الخيالة النيوزيلندي على يساره وهو اللواء الذي كان على اتصال مع اللواء الثاني من الخيول الخفيفة. وجد اللواء الثاني من الخيول الخفيفة في النهاية على اتصال مع اللواء الثالث من الخيول الخفيفة، وفرقة الخيالة الإمبراطورية على يساره. ولم يشتبك سوى اللواء الثاني من الخيول الخفيفة بعد طلوع النهار مع مسلحين من البدو، حيث قُتل أحدهم وأُسر الآخرين.

## تخريب السكك الحديدية
تمركز لواء البنادق النيوزيلندية شمال موقع التخريب المخطط له في وضح نهار يوم 23 مايو، وكان على اتصال مع فرقة الخيالة الإمبراطورية، التي كان من المقرر أن تنفذ مظاهرة ضد خط بئر السبع وتمنع أي قوات عثمانية تحاول منع تدمير السكة الحديدية. ولم يحاول سوى عدد قليل من القناصين تعطيل ذلك.

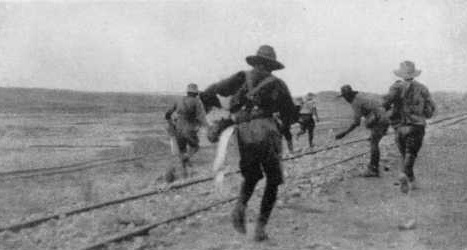
زرع شحنات القطن المتفجر على خط السكة الحديدية

وصل رتل تشايتور الشمالي إلى عسلوج في الساعة 07:00 يوم 23 مايو وبحلول الساعة 10:00 كانت الشحنات قد انفجرت وقطعت إلى نصفين القضبان البديلة على جانبي خط السكة الحديد لمسافة 7 أميال (11 كم). كما نُسف الجسر الحجري المكون من 18 قوساً في عسلوج. مع تفجير كل قوس على حدة. في هذه الأثناء، تأخر لواء الجمال الإمبراطوري، الذي كان يتبع خط الحدود إلى عوجة الحفير. حتى وصل الساعة 11:45 لبدء عمليات النسف على طول 13 ميلاً (21 كم) من خط السكة الحديدية بما في ذلك سبعة جسور.

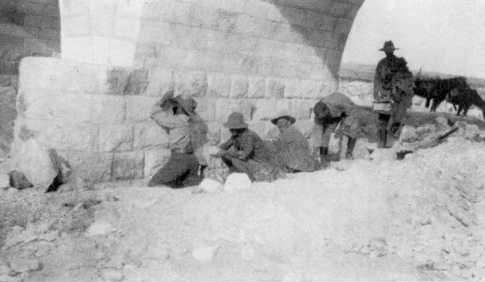
تثبيت شحنات قطن البارود على قاعدة دعامة في جسر عسلوج

تبع الخيول المقودة فريقان من رجال التخريب الراجلين الذين يتحركون في رتل واحد بخُطى سريعة. بدأ ضبط الشحنات الناسفة بتثبيت القائد لكتلةً من القطن المتفجر في منتصف القضبان ويهمل الآخر، ليكرر عمله. بينما يثبت قائد الفريق الثاني كتلةً من القطن المتفجر في منتصف القضبان على جانبه والمقابل للقضبان التي تركها الفريق الآخر. ثم يوصل الرجل التالي من كلا الفريقين بعد ذلك القطن المتفجر بالأسلاك إلى القضبان ويسيران إلى القضبان المُعد التالي، بينما يضع الرجل الثالث المفجر والصمام في القطن المتفجر ويفجر الرجل الرابع الشحنة الناسفة. نسف كل سرب مسافة من القضبان بمقياس 12-15 بوصة (30-38 سم) على طول 5 أميال (8.0 كم). وبهذه الطريقة دُمر حوالي 15 ميلاً (24 كم) من خط السكة الحديدية. دُمرت الجسور بوضع شحنات من القطن المتفجر على الأقواس التبادلية وتفجير الشحنات كهربائياً. اكتملت جميع عمليات النسف بحلول الساعة 13:00 عندما عادت الوحدات إلى معسكراتها المؤقتة.

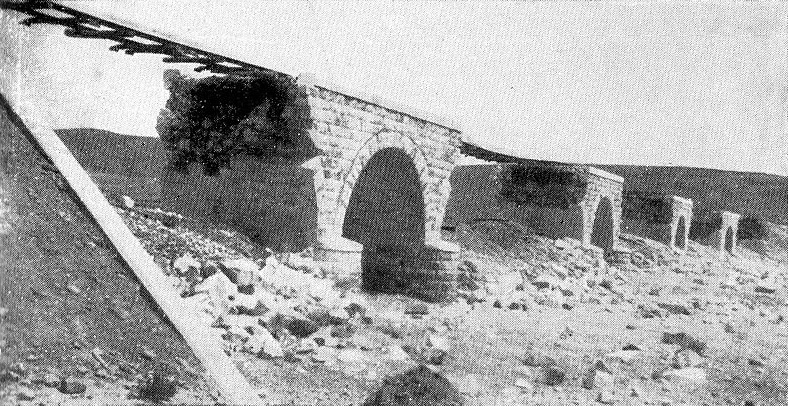
الجسر الثامن عشر في عسلوج بعد تفجيره

فجر لواء الجمال الإمبراطوري صمامات التفجير الموقوتة واللحظية معاً لتدمير «ما يقرب من 7600 ياردة (6900 م) من المسار الفردي (فُجر كل قضبان في منتصفه) بدءًا من حوالي ميل واحد (1.6 كم) شرق العوجة وتفجير القضبان على مسافة ميل واحد (1.6 كم) من جسر وادي أبيض.» كما «نُسف الجسر ذو الستة أقواس على وادي حسنية "تماماً"» في حين نُسفت سبع دعامات وثمانية أقواس من الجسر المكون من اثني عشر قوساً على وادي أبيض. واستمروا في مهمتهم حتى الساعة 17:00، عندما انسحبوا مع مرافقيهم.
خُرب 13 ميلاً (21 كم) من خط السكة الحديدية وستة جسور قبل ظهر يوم 23 مايو. وكانت الغارة ناجحة تماماً. عاد كلا الرتلين إلى قاعدتهما دون أن يتعرضا للهجوم. هُدم جسر سكة حديدية حجري كبير ذو أقواس عديدة تماماً بالمتفجرات، ودُمرت عدة أميال من الخط بنفس الطريقة، وبالتالي عُزل ما بقي سليماً من السكة الحديدية جنوباً.

## النتائج
اكتملت جميع أعمال التخريب لرتل تشايتور بحلول الساعة 10:20 عندما انسحب. وشوهدت فرق التخريب التابعة له واللواء الأول من الخيول الخفيفة وهي مارة على التل 860 شمال الخلصة بحلول الساعة 14:20. بدأ اللواء الثاني من الخيول الخفيفة في الانسحاب عبر الخلصة بعد جلائه من الخط، مع لواء بنادق الخيالة النيوزيلندي الذي غطي الانسحاب إلى عساني حيث ارتوت القوة وتغذت قبل العودة مع لواء بنادق الخيالة النيوزيلندي كحرس مؤخرة. وعادت القوة بأكملها إلى معسكر تل الفارعة. حرق اللواء الثاني من الخيول الخفيفة ولواء بنادق الخيالة النيوزيلندية المحاصيل المقدرة بنحو 110 ملايين طن خلال انسحابهما، مع أسر ثلاثة عشر سجيناً.

## الملاحظات
1. ↑  طالع معركة مغضبة ومعركة رفح
2. ↑  يشير يغال شيفي إلى أن نجاح هذه الغارة أدى إلى تغيير التركيز في هجوم قوة التجريدة المصرية التالي، من غزة إلى بئر السبع.[27]

### فهرس المراجع
1. ↑  Cutlack 1941 p. 49
2. ↑  Falls 1930 Vol. 1 pp. 362–3
3. 1 2 3 4  Falls 1930 Vol. 1 p. 363
4. 1 2  Powles 1922 p. 110
5. 1 2  Keogh 1955 p. 126
6. ↑  Preston 1921 p. 35
7. ↑  Falls 1930 Vol. 1 p. 363, note
8. 1 2 3 4 5 6 7  Wavell 1968 p. 90
9. ↑  Wavell 1968 p. 89
10. ↑  Falls 1930 Vol. 1 pp. 363, 381, 402
11. 1 2  Powles 1922 p. 111
12. ↑  Falls 1930 Vol. 1 p. 397
13. ↑  Headquarters Imperial Camel Brigade War Diary May 1917 AWM4-11-2-6 Report p. 2
14. ↑  3rd Light Horse Brigade War Diary May 1917 AWM4, 10-3-28 Appendix VI Operation Order No. 29 p. 1
15. ↑  3rd Light Horse Brigade War Diary May 1917 AWM4, 10-3-28 Appendix VI Operation Order No. 29 p. 2
16. ↑  Bostock 1982 p.76
17. ↑  Powles 1922 pp. 110, 113
18. 1 2  Anzac Mounted Division War Diary May 1917 AWM4-1-60-15part1 Appendix 119 J. H. Alexander, Field Squadron Report p. 1
19. ↑  Anzac Mounted Division War Diary May 1917 AWM4-1-60-15part1 Appendix 119 Chaytor's Report pp. 1–2
20. 1 2 3 4 5  Anzac Mounted Division War Diary May 1917 AWM4-1-60-15part1 Appendix 119 Chaytor's Report p. 1
21. ↑  Powles 1922 pp. 111–2
22. ↑  Falls 1930 Vol. 1 pp. 363–4
23. ↑  Powles 1922 p. 112
24. ↑  Powles 1922 pp. 112–3
25. ↑  Headquarters Imperial Camel Brigade War Diary May 1917 AWM4-11-2-6 Report p. 1
26. ↑  Moore 1920 p.73
27. ↑  Y. Sheffy, The Origins of the British Breakthrough into South Palestine: The Anzac Raid on the Ottoman Railway, 1917 in Journal of Strategic Studies, Volume 22, Issue 1 March 1999, pages 124–147
28. ↑  Bruce 2002 p. 106
29. ↑  Falls 1930 Vol. 1 p. 402

### المعلومات الكاملة للمراجع
- "11th Light Horse Regiment War Diary". First World War Diaries AWM4, 10-16-26. Canberra: Australian War Memorial. نوفمبر 1917. مؤرشف من الأصل في 2011-03-16. اطلع عليه بتاريخ 2013-07-05.
- "12th Light Horse Regiment War Diary". First World War Diaries AWM4, 10-17-10. Canberra: Australian War Memorial. نوفمبر 1917. مؤرشف من الأصل في 2011-03-16. اطلع عليه بتاريخ 2013-07-05.
- "4th Light Horse Brigade War Diary". First World War Diaries AWM4, 10-4-11. Canberra: Australian War Memorial. نوفمبر 1917. مؤرشف من الأصل في 2012-04-19. اطلع عليه بتاريخ 2013-07-05.
- "New Zealand Mounted Rifles Brigade Headquarters War Diary". First World War Diaries AWM4, 35-1-31. Canberra: Australian War Memorial. نوفمبر 1917. مؤرشف من الأصل في 2012-04-19. اطلع عليه بتاريخ 2013-07-05.
- "Australian Mounted Division General Staff War Diary". First World War Diaries AWM4, 1-58-4 Part 1, 4, 1-58-5. Canberra: Australian War Memorial. أكتوبر–نوفمبر 1917. مؤرشف من الأصل في 2012-04-19. اطلع عليه بتاريخ 2013-02-12.
- "Australian Mounted Division Train War Diary". First World War Diaries AWM4, 25-20-1, 2, 3, 4, 5. Canberra: Australian War Memorial. يونيو–نوفمبر 1917. مؤرشف من الأصل في 2012-10-25. اطلع عليه بتاريخ 2013-11-23.
- "Egyptian Expeditionary Force General Staff Headquarters War Diary". First World War Diaries AWM4, 1-6-19 Part 2. Canberra: Australian War Memorial. نوفمبر 1917. مؤرشف من الأصل في 2012-10-25. اطلع عليه بتاريخ 2013-07-05.
- Jerusalem Memorial Bearing the Names of Soldiers of the Forces of the British Empire Who Fell in Egypt and Palestine During the Great War and Have No Known Graves. London: Imperial War Graves Commission. ج. Part 1 A-L. 1928. OCLC:221064848.
- Baly، Lindsay (2003). Horseman, Pass By: The Australian Light Horse in World War I. East Roseville, Sydney: Simon & Schuster. OCLC:223425266.
- Blenkinsop، Layton John؛ Rainey، John Wakefield، المحررون (1925). History of the Great War Based on Official Documents Veterinary Services. London: H.M. Stationers. OCLC:460717714.
- Bruce، Anthony (2002). The Last Crusade: The Palestine Campaign in the First World War. London: John Murray. ISBN:978-0-7195-5432-2.
- Cutlack، Frederic Morley (1941). The Australian Flying Corps in the Western and Eastern Theatres of War, 1914–1918. Official History of Australia in the War of 1914–1918 (ط. 11th). Canberra: Australian War Memorial. ج. VIII. OCLC:220900299. مؤرشف من الأصل في 2023-09-29.
- Dalbiac، Philip Hugh (1927). History of the 60th Division (2/2nd London Division). London: George Allen & Unwin. OCLC:6284226. مؤرشف من الأصل في 2022-12-19.
- Downes، Rupert M. (1938). "The Campaign in Sinai and Palestine". في Butler، Arthur Graham (المحرر). Gallipoli, Palestine and New Guinea. Official History of the Australian Army Medical Services, 1914–1918: Volume 1 Part II (ط. 2nd). Canberra: Australian War Memorial. ص. 547–780. OCLC:220879097. مؤرشف من الأصل في 2023-12-03.
- Erickson، Edward (2001) [2000]. Ordered to Die: A History of the Ottoman Army in the First World War. Westport, Connecticut: Greenwood Publishing. ISBN:0-313-31516-7.
- Erickson، Edward J. (2007). John Gooch؛ Brian Holden Reid (المحررون). Ottoman Army Effectiveness in World War I: A Comparative Study. No. 26 of Cass Military History and Policy series. Milton Park, Abingdon, Oxon: Routledge. ISBN:978-0-203-96456-9.
- Falls، Cyril؛ G. MacMunn (1930). Military Operations Egypt & Palestine: From the Outbreak of War with Germany to June 1917. Official History of the Great War Based on Official Documents by Direction of the Historical Section of the Committee of Imperial Defence. London: HM Stationery Office. ج. 1. OCLC:610273484.
- Falls، Cyril (1930). Military Operations Egypt & Palestine: From June 1917 to the End of the War. Official History of the Great War Based on Official Documents by Direction of the Historical Section of the Committee of Imperial Defence: Volume 2 Part I. A. F. Becke (maps). London: HM Stationery Office. OCLC:644354483.
- Goodsall, Robert H. (1925). Palestine Memories 1917 1918 1925. Canterbury: Cross & Jackman. OCLC:8856417.
- Grainger، John D. (2006). The Battle for Palestine, 1917. Woodbridge: Boydell Press. ISBN:978-1-843-83263-8. OCLC:255698307. مؤرشف من الأصل في 2023-06-03.
- Gullett، Henry S.؛ Barnet، Charles؛ Baker، David (Art Editor)، المحررون (1919). Australia in Palestine. Sydney: Angus & Robertson. OCLC:224023558. {{استشهاد بكتاب}}: |محرر3-الأول= باسم عام (مساعدة)
- Gullett، Henry S. (1941). The Australian Imperial Force in Sinai and Palestine, 1914–1918. Official History of Australia in the War of 1914–1918 (ط. 11th). Canberra: Australian War Memorial. ج. VII. OCLC:220900153. مؤرشف من الأصل في 2024-06-10.
- Hughes، Matthew (1999). John Gooch؛ Brian Holden Reid (المحررون). Allenby and British Strategy in the Middle East 1917–1919. Military History and Policy. London: Frank Cass. ج. 1. OCLC:470338901.
- Hughes، Matthew، المحرر (2004). Allenby in Palestine: The Middle East Correspondence of Field Marshal Viscount Allenby June 1917 – October 1919. Army Records Society. Phoenix Mill, Thrupp, Stroud, Gloucestershire: Sutton Publishing. ج. 22. ISBN:978-0-7509-3841-9.
- Keogh، E. G.؛ Joan Graham (1955). Suez to Aleppo. Melbourne: Directorate of Military Training by Wilkie & Co. OCLC:220029983.
- Kinloch، Terry (2007). Devils on Horses: In the Words of the Anzacs in the Middle East 1916–19. Auckland: Exisle Publishing. ISBN:978-0-908988-94-5.
- Massey، Graeme (2007). Beersheba: The Men of the 4th Light Horse Regiment Who Charged on the 31st October 1917. Warracknabeal, Victoria: Warracknabeal Secondary College History Department. OCLC:225647074.
- Massey، William Thomas (1919). How Jerusalem Was Won: Being the Record of Allenby's Campaign in Palestine. London: Constable and Company. OCLC:2056476. مؤرشف من الأصل في 2024-03-25.
- Moore، A. Briscoe (1920). The Mounted Riflemen in Sinai & Palestine The Story of New Zealand's Crusaders. Christchurch: Whitcombe & Tombs. OCLC:561949575.
- Paget، G.C.H.V Marquess of Anglesey (1994). Egypt, Palestine and Syria 1914 to 1919. A History of the British Cavalry 1816–1919. London: Leo Cooper. ج. 5. ISBN:978-0-85052-395-9.
- Powles، Lieut.-Col. C. Guy؛ Wilkie, Alexander Herbert (1922). The New Zealanders in Sinai and Palestine. Official History New Zealand's Effort in the Great War. Auckland: Whitcombe & Tombs. ج. III. OCLC:2959465. مؤرشف من الأصل في 2024-05-18.
- Preston، R. M. P. (1921). The Desert Mounted Corps: An Account of the Cavalry Operations in Palestine and Syria 1917–1918. London: Constable & Co. OCLC:3900439.
- Pugsley، Christoper (2004). The Anzac Experience: New Zealand, Australia and Empire in the First World War. Auckland: Reed Books. ISBN:9780790009414.
- Wavell، Field Marshal Earl (1968) [1933]. "The Palestine Campaigns". في Sheppard، Eric William (المحرر). A Short History of the British Army (ط. 4th). London: Constable & Co. OCLC:35621223.
- Woodward، David R. (2006). Hell in the Holy Land: World War I in the Middle East. Lexington: The University Press of Kentucky. ISBN:978-0-8131-2383-7.

## وصلات خارجية
- مركز الأنزاك التذكاري لبئر السبع